# Denis Lenoir
Denis P. Lenoir (* Februar 1949 in Paris) ist ein französischer Kameramann.

## Leben
Der gebürtige Pariser Denis P. Lenoir studierte nach seinem Abschluss in Kunstgeschichte an der École du Louvre zwei Jahre lang Medizin, wobei er weniger Medizin studierte, als in diesem Zeitraum über 1000 Filme anschaute und dabei seine Liebe zum Kino entdeckte. Anstatt eine Stelle als Englischlehrer an einer Schule anzutreten, entschied er sich für ein Studium an der Filmhochschule École Louis-Lumière. Ursprünglich wollte Lenoir Regisseur werden. Er kümmerte sich daher wenig um das Kamerawesen und erst nach Abschluss des Studiums nahm er aus der Not heraus eine Stelle als Kameraassistent an. Anfangs zeigte er weder Talent noch besonderes Interesse an dieser Arbeit. Es waren Aufträge für Werbefilme und die Arbeit daran, wie sich Licht auf bewegte Bilder (movie pictures) auswirkt, wodurch sich Lenoir immer stärker mit den Möglichkeiten der Filmkamera auseinandersetzte.
Ab Mitte der 1980er drehte Lenoir erstmals französische Spielfilme. Ab Mitte der 1990er zog er nach Los Angeles, wo er unter anderem Spielfilme wie Thursday – Ein mörderischer Tag, 88 Minuten und Kurzer Prozess – Righteous Kill drehte. Allerdings blieb er auch dem französischen Film erhalten und drehte Filme wie Paris, je t’aime, Die schlafende Schöne und Carlos – Der Schakal. Lenoir hat bisher 7 Filme mit Olivier Assayas gedreht.

## Filmografie (Auswahl)
- 1987: Ein unzertrennliches Gespann (Tandem)
- 1988: Ville étrangère
- 1989: Die Verlobung des Monsieur Hire (Monsieur Hire)
- 1991: Federball (Shuttlecock)
- 1991: Paris erwacht (Paris s’éveille)
- 1992: Blauer Himmel (Beau fixe)
- 1993: Ein neues Leben (Une nouvelle vie)
- 1994: Trennung (La séparation)
- 1995: Carrington – Liebe bis in den Tod (Carrington)
- 1996: Der Geheimagent (Joseph Conrad’s The Secret Agent)
- 1996: Lola im Technoland (Clubbed to Death)
- 1998: Dümmer geht’s immer (Since You’ve Been Gone)
- 1998: Ende August, Anfang September (Fin août, début septembre)
- 1998: Thursday – Ein mörderischer Tag (Thursday)
- 1999: Last Home Run – Wettspiel mit dem Tod (Mean Streak)
- 2001: Uprising – Der Aufstand (Uprising)
- 2002: Demonlover
- 2004: Anatomie einer Entführung (The Clearing)
- 2004: Control – Du sollst nicht töten (Control)
- 2006: Paris, je t’aime
- 2007: 88 Minuten (88 Minutes)
- 2007: Angel – Ein Leben wie im Traum (Angel)
- 2008: Kurzer Prozess – Righteous Kill (Righteous Kill)
- 2010: Carlos – Der Schakal (Carlos)
- 2010: Die schlafende Schöne (La belle endormie)
- 2011: Damit ihr mich nicht vergesst (Have a Little Faith)
- 2012: Blue Lagoon: Rettungslos verliebt (Blue Lagoon: The Awakening, Fernsehfilm)
- 2012: So Undercover
- 2013: Bevor der Winter kommt (Avant l’hiver)
- 2014: Eden
- 2014: Still Alice – Mein Leben ohne Gestern (Still Alice)
- 2016: Alles was kommt (L’avenir)
- 2017: State of Mind – Der Kampf des Dr. Stone (Three Christs)
- 2018: The Tale – Die Erinnerung (The Tale)
- 2019: Wasp Network
- 2021: Bergman Island
- 2022: An einem schönen Morgen (Un beau matin)
- 2022: Irma Vep (Fernsehachtteiler)